# Ingenieurgeologie
Die Ingenieurgeologie (auch Baugeologie) ist ein Zweig der Angewandten Geologie und Geotechnik.  Sie versteht sich als Bindeglied zwischen den klassischen Geowissenschaften und dem konstruktiven, bautechnischen Ingenieurwesen. Sie befasst sich mit dem Verhalten von Gesteinen und des Gebirges entsprechend den genetisch bedingten Materialeigenschaften und ihrer erdgeschichtlichen Entwicklung, den mechanischen und physikalischen Eigenschaften und dem Verhalten von Locker- und Festgesteinen im Einzelnen und im Verband. 
Ingenieurgeologie ist ein selbständiges Teilgebiet der Geotechnik, in der verschiedene Geowissenschaften sowie Fachgebiete des Bauingenieurwesens miteinander vernetzt sind. Die gemeinsamen Ziele aller zur Geotechnik beitragenden Fachkomponenten sind die Erkundung, die Nutzung und auch der Schutz der oberen Bereiche der Erdkruste, sowie die Stabilität z. B. von Gebäuden, Berghängen oder Deponien.

## Angewandte Geowissenschaft
Ingenieurgeologie ist eine angewandte Geowissenschaft, die nicht nur fachübergreifendes Wissen innerhalb der Naturwissenschaften (Geologie, Chemie, Physik) erfordert, sondern bis in die Ingenieurdisziplinen und  Materialwissenschaften reicht.
Wichtige korrespondierende Fachgebiete sind die Fels- und Bodenmechanik, die Geophysik, die Erdstatik, die Bodenkunde, der Erd- und Grundbau, Fels- und Hohlraumbau, Bohr- und Messtechnik und angewandte Themen der Hydrologie und Hydrogeologie.
In interdisziplinärer Zusammenarbeit mit den genannten Nachbardisziplinen und anderen Fachgebieten trägt die Ingenieurgeologie dazu bei, dass Bauwerke aller Art sicher, zweckmäßig und wirtschaftlich gebaut werden können. Dies betrifft den Baugrund für Ingenieurbauwerke wie Verkehrswege, Straßen, Brücken, Tunnel, Kavernen, Talsperren, Gebäude, Hochhäuser, sowie die Nutzung als Deponie- und Speicherraum für Abfälle, Rohstoffe und Wärme.
Aufgabe der Ingenieurgeologie ist aber nicht nur der Transport von geologischem Wissen in die Geotechnik, sondern auch umgekehrt der Transport von Ingenieurswissen in die Geologie; etwa bei der Untersuchung von Kompaktionsvorgängen.

## Aufgaben und Tätigkeitsfelder
- Benennung, Beschreibung und Klassifizierung (Ansprache) von Böden und Fels (Lockergesteine und Festgesteine) für bautechnische Zwecke, siehe Bodenklassifizierung, Petrografie
- Aufschlussverfahren (Bohrungen und Sondierungen)
- Bohrlochaufweitungsversuche (Pressiometer-, Dilatometer-, Seitendruckversuche)
- geohydraulische Versuche (Wasserdruckversuch, Pumpversuche, Slug- und Bail-Versuche)
- Geomesstechnik (Inklinometer-, Extensometerversuche)
- Gründung und Setzungen
- Baugrundstabilität
- Hang- und Böschungsstabilität (siehe Böschungsbruch, Hangbefestigung)
- Rutschungen, Erddruck
- Deponiebau
- Talsperrengeologie
- Verkehrswegebau und Tunnelbau
- Steinbruchgeologie
- Bauen in Senkungs-, Erdfallgebieten
- Bodenverbesserungsmaßnahmen
- Industrielle Absetzanlagen
- Gutachten und Ausschreibungen